# Хилл, Джамаал
Джамаал Хилл (англ. Jamahal Hill; род. 19 мая 1991 года, Чикаго, штат Иллинойс, США) — американский боец смешанных единоборств, в настоящее время выступающий под эгидой Ultimate Fighting Championship в полутяжёлой весовой категории. Бывший чемпион UFC в полутяжёлом весе. Занимает 6 строчку официального рейтинга UFC в полутяжёлом весе.

## Карьера в смешанных единоборствах

### Ранняя карьера
Хилл начал свою профессиональную карьеру в 2017 со счётом 5-0, четыре из пяти боев прошли под эгидой KnockOut Promotions. В своём четвёртом профессиональном бою Хилл победил будущего бойца UFC Декуана Таунсенда.
Затем Хилл получил приглашение выступить на шоу Даны Уайта Contender Series 21 в 2019 году, где он победил Александра Поппеку во втором раунде, заработав контракт с UFC.

### Ultimate Fighting Championship
Хилл дебютировал в UFC против Дарко Стошича 25 января 2020 года на турнире UFC Fight Night 166 . Он выиграл бой единогласным решением судей.
Хилл встретился с Клидсоном Абреу 30 мая 2020 года на турнире UFC on ESPN: Вудли vs. Бёрнс. Сначала он выиграл бой техническим нокаутом в первом раунде, но позже, 3 сентября, бой был отменен из-за положительного результата теста Хилла на марихуану . Он был отстранен на шесть месяцев и оштрафован на 15 % от его гонорара.
Хилл встретился с Овинсом Сен-Прё 5 декабря 2020 года на турнире UFC on ESPN 19. На взвешивании бывший временный претендент на титул чемпиона UFC в полутяжелом весе Овинс Сент-Прю весил 207,5 фунтов, что на полтора фунта больше лимита боя в полутяжелом весе без титула. Поединок проходил в промежуточном весе, и Сен-Прю был оштрафован на 20 % его личного кошелька, который достался Хиллу. Хилл выиграл бой техническим нокаутом во втором раунде.
Хилл должен был сразиться с Джимми Крутом 2 октября 2021 года на турнире UFC Fight Night 193 . Однако в начале сентября бой был перенесен двумя месяцами позже на турнире UFC on ESPN: Фонт vs. Алду
Он выиграл бой нокаутом в первом раунде. Эта победа принесла ему награду Выступление вечера.
В своем первом главном событии UFC Хилл встретился с Джонни Уокером 19 февраля 2022 года на турнире UFC Fight Night: Уокер vs. Хилл. Он выиграл бой нокаутом в первом раунде. Победа принесла Хиллу его вторую награду Выступление вечера.
Хилл встретился с Тиагу Сантусом 6 августа 2022 года на турнире UFC on ESPN 40. Он выиграл бой техническим нокаутом. Этот бой принес ему награду Лучший бой вечера.
Хилл должен был встретиться с Энтони Смитом 11 марта 2023 года на турнире UFC Fight Night 221, Тем не менее, Хилл был снят с боя после того, как 21 января 2023 года его перебронировали на главную роль в UFC 283 за вакантный титул чемпиона UFC в полутяжелом весе против Гловера Тейшейры. Он выиграл бой и пояс единогласным решением судей. Этот бой принес ему награду Лучший бой вечера.
14 июля 2023 года отказался от титула чемпиона UFC в полутяжёлом весе из-за травмы ахиллова сухожилия, которая была получена во время игры в баскетбол.

## Личная жизнь
По состоянию на июнь 2021 года у
Джамаала шестеро детей.

## Титулы и достижения
- Ultimate Fighting Championship
  - Чемпион UFC в полутяжёлом весе (один раз, бывший)
  - Обладатель премии «Выступление вечера» (2 раза) против Джимми Крута и Джони Уокера
  - Обладатель премии «Лучший бой вечера» (2 раза) против Тиагу Сантуса и Гловера Тейшейры
  - Наибольшее количество значимых ударов за бой среди бойцов UFC в полутяжёлой весовой категории (232)
  - Наибольшее количество выброшенных ударов за бой среди бойцов UFC в полутяжёлой весовой категории (402)

- KnockOut Promotions
  - Чемпион KOP в полутяжёлом весе (1 раз)

## Статистика выступлений в MMA
| Боёв 17         | Побед 12 | Поражений 4 |
| --------------- | -------- | ----------- |
| Нокаутом        | 7        | 3           |
| Сдачей          | 0        | 0           |
| Решением        | 5        | 1           |
| Не состоявшихся | 1        | 1           |

| Результат    | Рекорд   | Соперник         | Способ                         | Турнир                                 | Дата             | Раунд | Время | Место                                    | Примечание                                                                        |
| ------------ | -------- | ---------------- | ------------------------------ | -------------------------------------- | ---------------- | ----- | ----- | ---------------------------------------- | --------------------------------------------------------------------------------- |
| Поражение    | 12-4 (1) | Халил Раунтри    | Единогласное решение           | UFC on ABC: Хилл vs. Раунтри           | 22 июня 2025     | 5     | 5:00  | Баку, Азербайджан                        |                                                                                   |
| Поражение    | 12-3 (1) | Иржи Прохазка    | TKO (удары)                    | UFC 311                                | 18 января 2025   | 3     | 3:01  | Инглвуд, Лос-Анджелес, США               |                                                                                   |
| Поражение    | 12-2 (1) | Алекс Перейра    | KO (удары)                     | UFC 300                                | 13 апреля 2024   | 1     | 3:14  | Лас-Вегас, Невада, США                   | Бой за титул чемпиона UFC в полутяжёлом весе.                                     |
| Победа       | 12-1 (1) | Гловер Тейшейра  | Единогласное решение           | UFC 283                                | 21 января 2023   | 5     | 5:00  | Рио-ди-Жанейро, Рио-де-Жанейро, Бразилия | Завоевал вакантный титул чемпиона UFC в полутяжёлом весе. «Лучший бой вечера» (2) |
| Победа       | 11-1 (1) | Тиагу Сантус     | ТКО (удары руками и локтями)   | UFC on ESPN: Сантус vs. Хилл           | 6 августа 2022   | 4     | 2:31  | Лас-Вегас, Невада, США                   | «Лучший бой вечера» (1)                                                           |
| Победа       | 10-1 (1) | Джонни Уокер     | КО (удары)                     | UFC Fight Night: Уокер vs. Хилл        | 19 февраля 2022  | 1     | 2:55  | Лас-Вегас, Невада, США                   | «Выступление вечера» (2)                                                          |
| Победа       | 9-1 (1)  | Джимми Крут      | КО (удары)                     | UFC on ESPN: Фонт vs. Алду             | 4 декабря 2021   | 1     | 0:48  | Лас-Вегас, Невада, США                   | «Выступление вечера» (1)                                                          |
| Поражение    | 8-1 (1)  | Пол Крейг        | ТКО (удары локтями и руками)   | UFC 263                                | 12 июня 2021     | 1     | 1:59  | Глендейл, Аризона, США                   |                                                                                   |
| Победа       | 8-0 (1)  | Овинс Сен-Прё    | ТКО (удары)                    | UFC on ESPN: Херманссон vs. Веттори    | 5 декабря 2020   | 2     | 3:37  | Лас-Вегас, Невада, США                   | Бой в промежуточном весе                                                          |
| Не состоялся | 7-0 (1)  | Клидсон Абреу    | Результат отменён              | UFC on ESPN: Вудли vs. Бёрнс           | 30 мая 2020      | 1     | 1:51  | Лас-Вегас, Невада, США                   | Первоначально победа Хилла техническим нокаутом                                   |
| Победа       | 7-0      | Дарко Стошич     | Единогласное решение           | UFC Fight Night: Блейдс vs. дус Сантус | 25 января 2020   | 3     | 5:00  | Роли, Северная Каролина, США             |                                                                                   |
| Победа       | 6-0      | Александр Поппек | ТКО (удары руками и локтями)   | Dana White’s Contender Series 21       | 23 июля 2019     | 3     | 0:22  | Лас-Вегас, Невада, США                   |                                                                                   |
| Победа       | 5-0      | Уильям Винсент   | ТКО (отказ от продолжения боя) | Lights Out Championship 2              | 16 февраля 2019  | 1     | 5:00  | Гранд-Рапидс, Мичиган, США               | Бой в промежуточном весе                                                          |
| Победа       | 4-0      | Декуан Таунсенд  | Единогласное решение           | KnockOut Promotions 62                 | 30 июня 2018     | 5     | 5:00  | Гранд-Рапидс, Мичиган, США               | Завоевал титул чемпиона KOP в полутяжёлом весе                                    |
| Победа       | 3-0      | Уильям Винсент   | Единогласное решение           | KnockOut Promotions 61                 | 21 апреля 2018   | 3     | 5:00  | Гранд-Рапидс, Мичиган, США               |                                                                                   |
| Победа       | 2-0      | Майк Джонсон     | ТКО (удары)                    | KnockOut Promotions 59                 | 16 декабря 2017  | 1     | 4:45  | Гранд-Рапидс, Мичиган, США               |                                                                                   |
| Победа       | 1-0      | Алекс Дейвидсон  | Единогласное решение           | KnockOut Promotions 58                 | 30 сентября 2017 | 3     | 5:00  | Гранд-Рапидс, Мичиган, США               | Бой в промежуточном весе                                                          |
| Источники:   |          |                  |                                |                                        |                  |       |       |                                          |                                                                                   |